# Hornsey

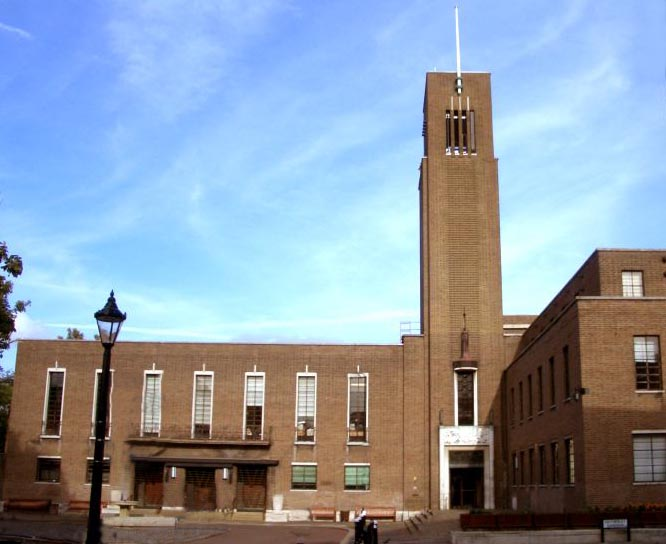
Il municipio in disuso di Hornsey

Hornsey è un quartiere situato nell'area di North London, nel borgo londinese di Haringey, circa 10 chilometri a nord-est di Charing Cross.
Quello che oggi è un semplice quartiere, fu un tempo un'autonoma parrocchia e poi un comune del Middlesex, col nome di Borgo municipale di Hornsey. La chiesa locale viene già citata in documenti del 1291. Nel corso dell'Ottocento il territorio subì una drammatica e rapidissima urbanizzazione. Il municipio fu soppresso con la riforma del 1965 che diede vita a Haringey. Infatti, Harringay e Haringey erano antichi nomi per Hornsey e tutt'e tre i nomi condividono la stessa etimologia.